# Tienotriazolodiazepina
Tienotriazolodiazepina é um composto heterocíclico contendo um anel de diazepina fundido a anéis de tiofeno e triazol. A tienotriazolodiazepina constitui o núcleo central de vários medicamentos, incluindo:
- Brotizolam
- Ciclotizolam
- Descloroetizolam
- Etizolam
- Fluclotizolam
- Metizolam

As tienotriazolodiazepinas interagem com o receptor GABAA no mesmo local em que age a benzodiazepina, e têm efeitos semelhantes aos dos derivados da 1,4-benzodiazepina (como o diazepam) e das triazolobenzodiazepinas (como o alprazolam).
As tienotriazolodiazepinas que não agem como moduladores alostéricos positivos do receptor GABAA incluem:
- Israpafante[2]
- JQ1